# Mathilde Verne
Mathilde Verne, née Mathilde Wurm le 25 mai 1865 à Southampton − morte le 4 juin 1936 à Londres, est une pédagogue et pianiste britannique d’origine allemande.

## Biographie
Mathilde Verne naît en Angleterre. Ses parents, Johann Evangelist Wurm et Sophie Niggli, sont des musiciens allemands qui se sont installés dans ce pays dans les années 1850. Quatrième de dix enfants, elle est la sœur de Mary Wurm (1860-1938), Alice Verne-Bredt (1864-1958) et Adela Verne (1877-1952), qui deviendront toutes trois musiciennes professionnelles,, et la tante du pianiste et compositeur John Vallier.
Après avoir l’élève de Clara Schumann pendant quatre ans à Francfort-sur-le-Main, Mathilde Verne devient pianiste de concert en 1887, tout en commençant une carrière de professeur de musique. Elle enseigne brièvement au Royal College of Music puis se produit régulièrement aux Proms, étant étroitement associée aux « Concerts du mardi 12 heures » de musique de chambre, de 1907 jusqu’à sa mort en 1936.
Mathilde Verne fait ses débuts au Saint James’s Hall à Londres en interprétant un trio pour piano de Félix Mendelssohn. Elle se produit régulièrement en tant que soliste sous la direction de chefs d’orchestre tels qu’Arthur Nikisch, Hans Richter, August Manns et Henry Wood. Elle visite à deux reprises les États-Unis, Theodore Thomas étant le chef d’orchestre. Elle est remarquée surtout pour ses interprétations de Robert Schumann. Ses élèves, outre sa sœur, Adela, et son neveu, John Vallier, incluent Solomon Cutner, Moura Lympany, Harold Samuel, Herbert Menges et Lady Elizabeth Bowes-Lyon, la future Reine Mère. 
Mathilde Verne meurt à Londres en 1936 lors d’une réception donnée au Savoy à l’occasion de la parution de son ouvrage Chords of Remembrance.